# Ludwig Rinderer
Ludwig Albert Rinderer (* 21. August 1876 in Le Locle, Schweiz; † 14. November 1941 in Dornbirn) war ein österreichischer Politiker (VF) während der Zeit des austrofaschistischen Ständestaats. Rinderer war von 1934 bis zur Machtübernahme durch die Nationalsozialisten 1938 Bürgermeister der Stadt Dornbirn im Bundesland Vorarlberg.

## Leben und Wirken
Ludwig Rinderer wurde am 21. August 1876 als Sohn des Ludescher Maurers Mathias Rinderer und dessen aus der Schweiz stammender Frau Albertina (geb. Maier) in Le Locle im Schweizer Kanton Neuenburg geboren. Die Familie lebte in der Folge in der Vorarlberger Walgau-Gemeinde Ludesch, aus der Rinderers Vater stammte. Im Jahr 1911 zog Ludwig Rinderer in die Stadt Dornbirn um, wo er in der Folge Stadtsekretär wurde. Am 12. August 1912 heiratete er in Bregenz die aus Kennelbach stammende Maria Theresia Gorbach.
Als am 4. Jänner 1934 der bisherige Dornbirner Bürgermeister Josef Rüf verstarb, nützte die mittlerweile ständestaatlich organisierte Landesregierung Ender VII die Gunst der Stunde, um die politische Landschaft der größten Stadt des Landes umzugestalten. Nachdem die Sozialdemokratische Arbeiterpartei am 12. Februar verboten worden war, traten zwei Tage später, am 14. Februar 1934, die christlich-sozialen Mitglieder der Stadtvertretung geschlossen zurück. Somit waren mehr als die Hälfte der Sitze in der Stadtvertretung unbesetzt, was nach damals geltender Rechtslage auch das Erlöschen der restlichen Mandate zur Folge hatte. Die Vorarlberger Landesregierung setzte dann nicht den bisherigen Vizebürgermeister Albert Winsauer, sondern Stadtsekretär Ludwig Rinderer als Regierungskommissär zur Verwaltung der Stadt ein.
Ludwig Rinderer war in der Folge als Regierungskommissär beschließendes, verwaltendes und vollziehendes Organ. Der ihm beigestellte elfköpfige Beirat hatte nur beratende Funktion. 
Am 15. Dezember 1934 konstituierte sich der neue, nach ständestaatlichen Gesichtspunkten zusammengesetzte, „Gemeindetag“, dessen 26 Mitglieder von der Vaterländischen Front vorgeschlagen und von Landeshauptmann Ernst Winsauer berufen wurden. Dieser demokratisch nicht gewählte Gemeindetag wählte in seiner konstituierenden Sitzung Ludwig Rinderer einstimmig zum Bürgermeister.
Im Zuge der Machtübernahme durch die Nationalsozialisten mit dem Anschluss Österreichs an das Deutsche Reich wurde schon am 13. März 1938 der Nationalsozialist Paul Waibel kommissarisch zum Bürgermeister bestellt. Waibel fand aber bei seiner Amtseinführung lobende Worte für seinen Amtsvorgänger Ludwig Rinderer.